# Via dell'incenso - città nel deserto del Negev
Via dell'incenso - città nel deserto del Negev è il nome dato dall'UNESCO ad un patrimonio dell'umanità. Questo patrimonio traccia un itinerario attraverso il deserto del Negev, nel sud di Israele. Questo sito è protetto dall'UNESCO fin dal 2005.
Le quattro città nabatee di Haluza, Mamshit, Avdat e Shivta, insieme alle altre fortezze ed ai paesaggi agricoli del deserto del Negev, si trovano sulla rotta che le collega alla parte mediterranea delle Vie dell'Incenso e delle spezie. Insieme rappresentano la ricca rotta che portava franchincenso e mirra dall'Arabia meridionale al Mediterraneo, fiorente dal III secolo a.C. al II secolo d.C. Grazie ai sofisticati sistemi di irrigazione, alle tecniche di costruzione di forti e caravanserragli furono testimoni del modo in cui l'arido deserto ospitò insediamenti dedicati a commercio e agricoltura.
Il sito è composto da insediamenti desertici che nacquero durante lo sfruttamento dell'antica rotta di commercio di franchincenso e mirra:
- Haluza
- Mamshit
- Avdat
- Shivta